# Odensefjord
Het Odensefjord of Odense Fjord is een zeeinham, oftewel fjord, met een lengte van 13 km, aan de noordkant van het Deense eiland Funen. De langste rivier van het eiland, de Odense Å mondt uit in de fjord.
De gemeenten Odense, Kerteminde en Nordfyn liggen aan de fjord.
In het fjord liggen enkele kleinere eilanden, zoals Vigelsø en Tornø.